# 特雷弗·凡科特
特雷弗·凡科特（英語：Trevor Fancutt；1934年7月14日—2022年12月23日）是一位南非男網球運動員。
1957年，他代表南非參加台維斯盃，戰績為2勝2負。
他在1960年與簡·勒漢組隊參加1960年澳洲錦標賽混合雙打賽事取得冠軍。
他與另一女網球運動員达夫妮·西尼結婚，三名兒子查利·凡科特，邁克爾·凡科特和克里斯·凡科特均是職業網球員。
凡科特在2022年12月23日去世，享年88歲。

## 大滿貫決賽及冠軍

### 混合雙打
| 賽果 | 年份 | 賽事       | 表面 | 拍擋    | 對手                        | 比分     |
| ---- | ---- | ---------- | ---- | ------- | --------------------------- | -------- |
| 冠軍 | 1960 | 澳洲錦標賽 | 草地 | 簡·勒漢 | 马丁·马利根 克丽丝廷·杜鲁门 | 6–2, 7–5 |

## 外部連結
- 特雷弗·凡科特（英文/西班牙文）的官方資料